# Ässät
Ässät, officiellt Hockey Club Ässät Pori, är en ishockeyklubb från stadsdelen Storbacken i Björneborg, Finland. Klubben grundades 1967 då klubbarna Rosenlewin Urheilijat -38 (RU-38) och Porin Karhut slogs ihop. Ässät har sin hemmaplan i Storbackens ishall. Hallen rymmer 6000 åskådare och öppnades 1971.
Ässät har vunnit FM-guld tre gånger: 1971, 1978 och 2013. Innan dess hade både RU-38 (1967) och Porin Karhut (1965) vunnit guld på egen hand. Ässät vann den Finska Cupen i ishockey 1967.
Ässäts derbyrival är Lukko Raumo och Vasa Sport.

## Kända spelare

### Pensionerade tröjnummer
- 02 – Antti Heikkilä
- 04 – Arto Javanainen
- 5 – Pekka Rautakallio
- 11 – Raimo Kilpiö
- 12 – Tapio Levo
- 13 – Veli-Pekka Ketola
- 22– Kari Makkonen
- 89 – Jaroslav Otevrel

### Övriga

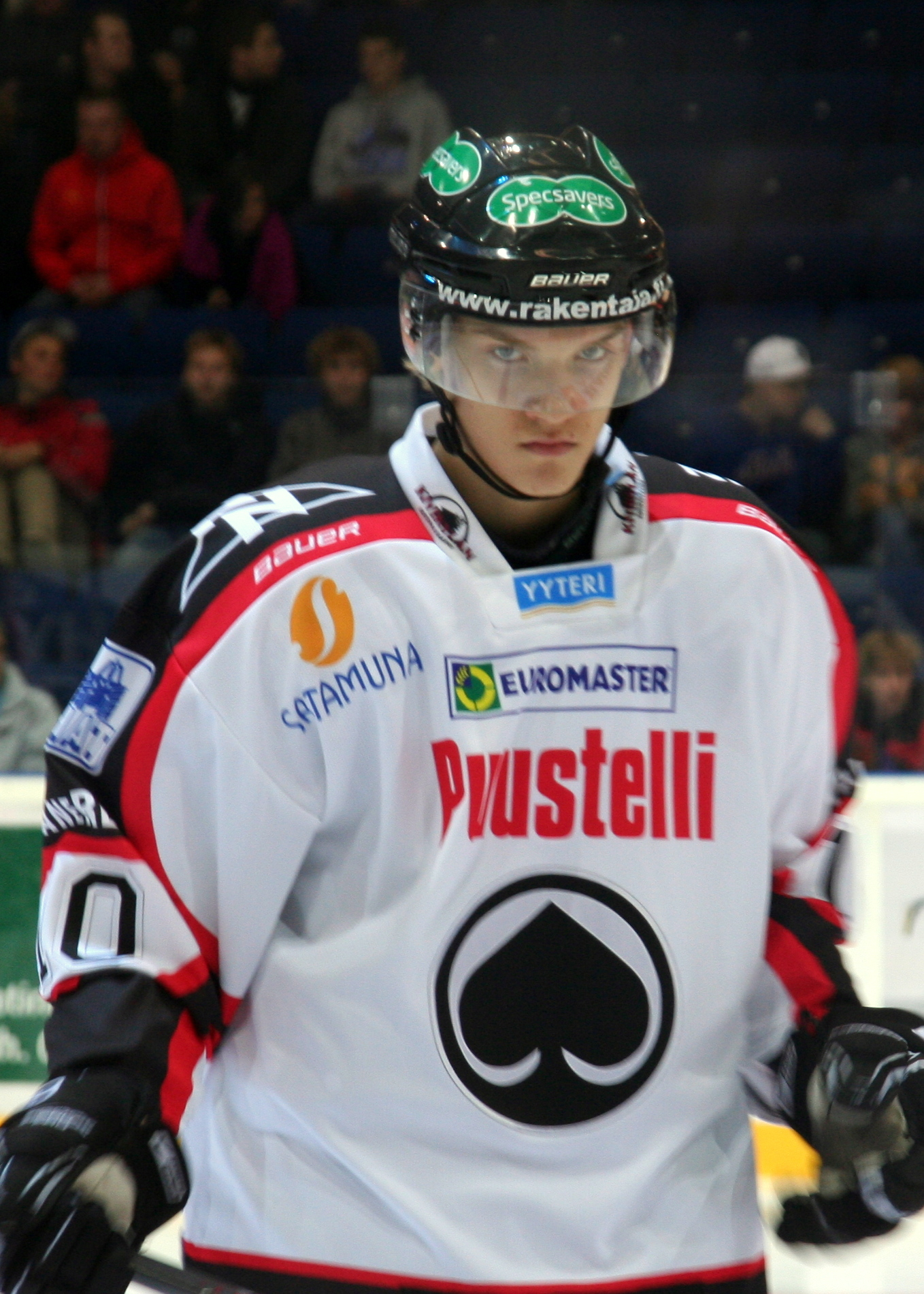
Joel Armia, 2010

- Joel Armia
- Juho Lammikko
- Erik Haula
- Antti Raanta
- Kari Takko
- Harry Nikander

## Lagkaptener

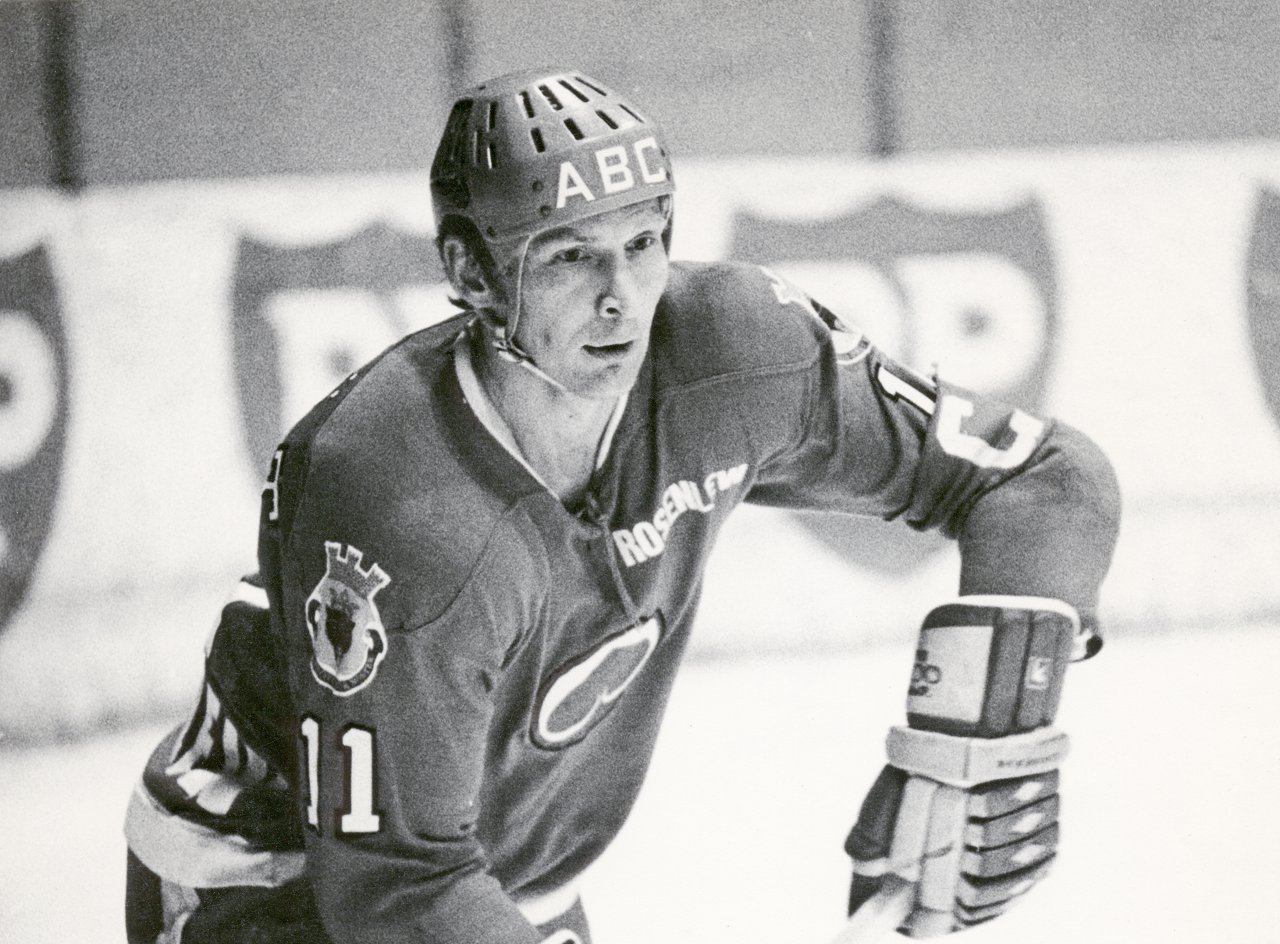
Raimo Kilpiö, Ässäts första kapten

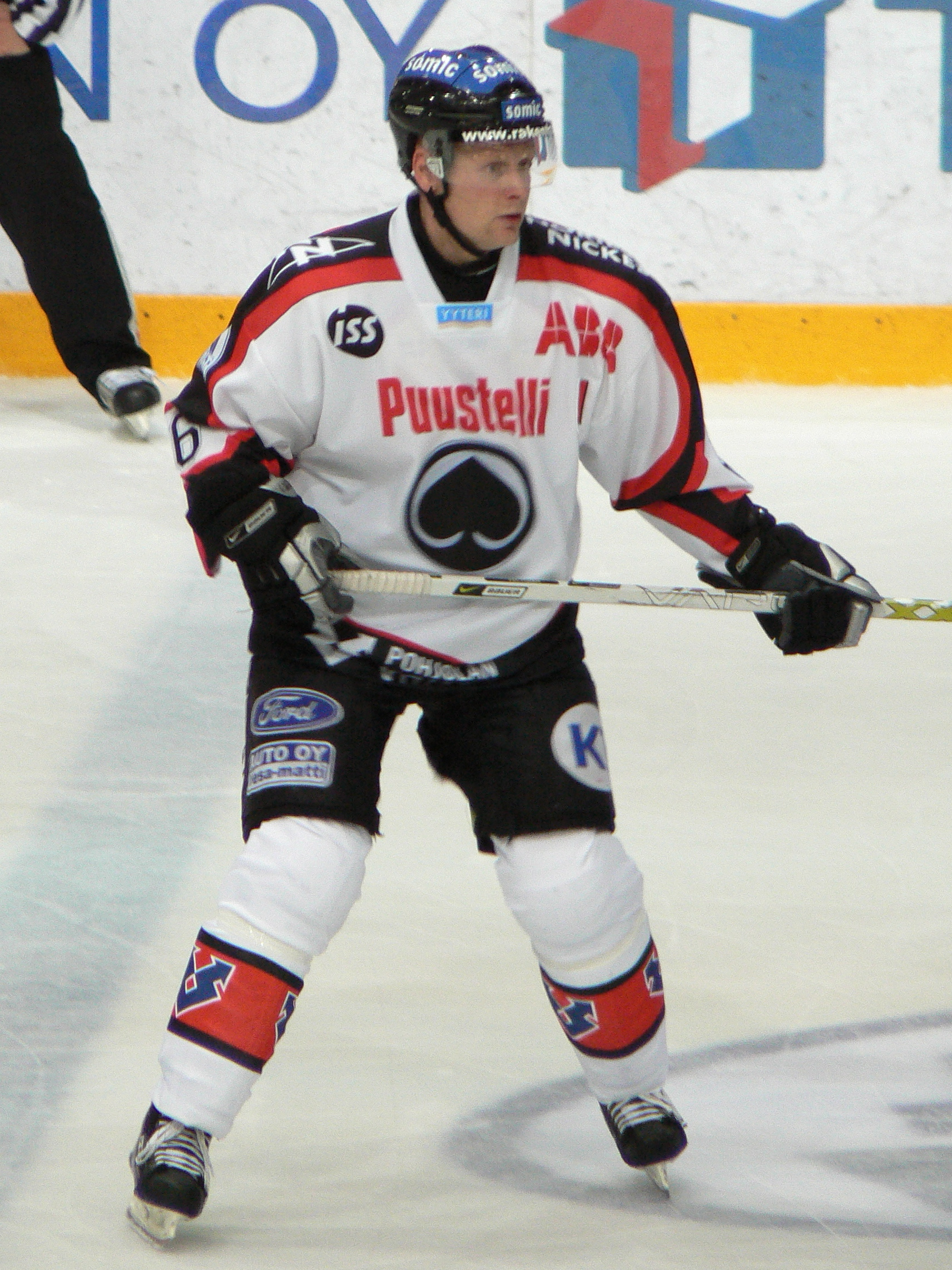
Pasi Peltonen spelade 876 matcher med Ässät, det mesta av alla andra spelare.

| År        | Kapten              |
| --------- | ------------------- |
| 1967–1977 | Raimo Kilpiö        |
| 1977–1981 | Veli-Pekka Ketola   |
| 1981–1982 | Harry Nikander      |
| 1982–1983 | Arto Javanainen     |
| 1983–1989 | Tapio Levo          |
| 1989–1990 | Risto Tuomi         |
| 1990–1992 | Tapio Levo          |
| 1992–1994 | Olli Kaski          |
| 1994–1995 | Jokke Heinänen      |
| 1995–1997 | Jari Korpisalo      |
| 1997–1998 | Jari Levonen        |
| 1998–2000 | Pasi peltonen       |
| 2000–2005 | Jari Korpisalo      |
| 2005–2007 | Pasi Peltonen       |
| 2007–2011 | Matti Kuparinen     |
| 2011–2015 | Ville Uusitalo      |
| 2015–2016 | Juha Kiilholma      |
| 2016–2018 | Matti Kuparinen     |
| 2018–2019 | Tommi Taimi         |
| 2019–2021 | Niklas Appelgren    |
| 2021–2022 | Jarno Kärki         |
| 2022–2024 | Jesse Joensuu       |
| 2024–     | Jan-Mikael Järvinen |